# Glenea arcuata
Glenea arcuata är en skalbaggsart som beskrevs av Louis Alexandre Auguste Chevrolat 1858. Glenea arcuata ingår i släktet Glenea och familjen långhorningar.
Artens utbredningsområde är:
- Ghana.
- Nigeria.

Inga underarter finns listade i Catalogue of Life.